# Корнальба, Елена
Еле́на Корна́льба (итал. Elena Cornalba) — итальянская балерина, выступавшая в театре «Ла Скала» (с 1880) и в Маринском театре (1887—1889).

## Биография
Ученица Катерины Беретта. С 1880 года выступала на сцене миланского театра «Ла Скала». В 1887—1889 годах танцевала на императорской сцене в Петербурге. Для неё Мариус Петипа возобновил балет Артура Сен-Леона «Фиаметта» (1887), а также поставил балеты «Весталка» (1888) и «Талисман» (1889, в бенефис балерины). По практике того времени дирижёр Маринского театра, композитор Риккардо Дриго сочинял специально для балерины дополнительные сольные номера к исполняемым ею балетам. 
Корнальба прекрасно владела виртуозной техникой танца, свойственной итальянской балетной школе: высоким прыжком и баллоном (способностью задерживаться в воздухе), техникой вращений, но её исполнительская манера была несколько мягче, чем у других итальянских балерин.

## Репертуар

#### Мариинский театр
- Эмми, «Гарлемский тюльпан» Б. А. Фитингоф-Шеля, балетмейстеры Л. И. Иванов и М. И. Петипа.
- Жизель, «Жизель» А. Адана, постановка М. И. Петипа по балету Ж. Коралли и Ж.-Ж. Перро (с добавлениями вариаций, написанных Р. Дриго).
- 6 (18) декабря 1887 — Фиаметта**, «Фиаметта» Л. Минкуса, постановка М. И. Петипа и Л. И. Иванов по балету А. Сен-Леона (с добавлением вариаций, написанных Р. Дриго).
- 17 февраля 1888 — Амата, «Весталка» М. М. Иванова, балетмейстер М. И. Петипа.
- 25 октября (6 ноября) 1888 — Катарина, «Катарина, дочь разбойника» Ц. Пуни, постановка Энрико Чеккетти (с добавлениями музыки, написанной Р. Дриго).
- 25 января 1889 — Элла*, «Талисман» Р. Дриго, балетмейстер М. И. Петипа (премьера дана в бенефис балерины).

(*) — первая исполнительница партии.
(**) — первая исполнительница при новой постановке балета.